# محاصره اورشلیم (۵۹۷ پیش از میلاد)
محاصره اورشلیم (انگلیسی: Siege of Jerusalem) یک لشکرکشی نظامی بود که توسط نبوکدنصر دوم، پادشاه امپراتوری بابل نو انجام شد، که در آن او اورشلیم، پایتخت آن زمان پادشاهی یهودا را محاصره کرد.